# Hitsville UK
Hitsville U.K. es una canción de la banda británica The Clash, la segunda de su álbum Sandinista! Es un dúo entre el guitarrista Mick Jones y su novia de entonces Ellen Foley. Es el decimotercer sencillo de The Clash.

## Descripción
La letra hace referencia a la escena indie emergente en la música británica a finales de los setenta y a principios de los ochenta, que compara con los "mutants, creeps and musclemen" (mutantes, desgraciados y musculitos) de los sellos más importantes con sus "cuentas de gastos" y "descuentos para el almuerzo", "AOR" y "publicidad gráfica" para vender discos. En la canción se mencionan varios sellos independientes del Reino Unido (Small Wonder, Rough Trade Records, Fast Product y Factory).
El título de la canción es un guiño a Motown Records, que utilizó el sobrenombre de "Hitsville U.S.A." en su publicidad para referirse a la primera sede del sello en Detroit.
En el lanzamiento original en el Reino Unido, la cara B era "Radio One" de Mikey Dread. En una segunda edición publicada más tarde en 1981 en los Estados Unidos (número de catálogo 51013) se reemplazó "Radio One" por "Police on My Back" como cara B.
Como todos los demás sencillos de The Clash, la canción también está disponible en la compilación de 1991 The Singles y en la compilación remasterizada de 2013 The Clash Hits Back.
La banda indie estadounidense Joy Zíper hizo una versión de "Hitsville U.K." para el disco de portada de la revista Uncut White Riot Volume Two: A Tribute to The Clash en 2003.

## Personal
- Ellen Foley - Voz, Percusión.
- Mick Jones - Voz, Piano, Teclado.
- Joe Strummer - Guitarra.
- Norma Watt-Roy - Bajo.
- Topper Headon - Batería, Percusión.